# إستيل ريكتس

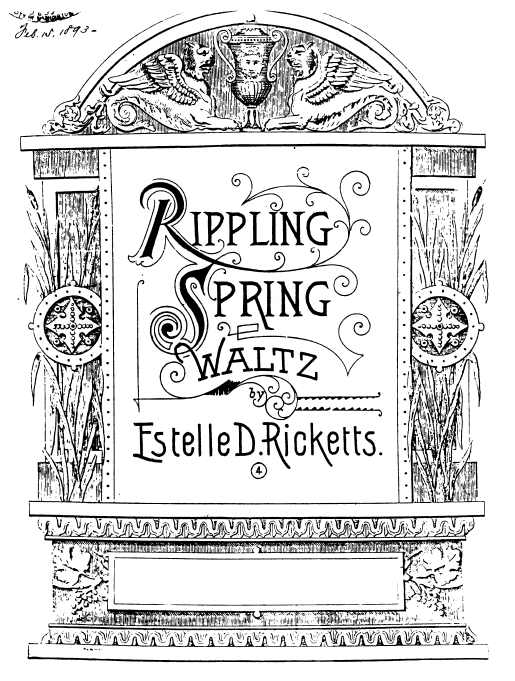
غلاف مقطوعة "Rippling Spring Waltz" التي ألفتها إستيل ريكتس عام 1893

إستيل ريكتس (بالإنجليزية: Estelle D. Ricketts)‏ مؤلفة موسيقية أمريكية من أصول أفريقية ولدت عام 1871.

## حياتها الخاصة
عاشت ريكتس في داربي، بينسلفانيا وهي اليوم إحدى ضواحي فيلاديلفيا، مع والدتها وأخوها الأصغر ووالدها الذي أدار إسطبلاً للخيول. وكانت الوحيدة في عائلتها التي تستطيع القراءة والكتابة.

## حياتها المهنية
تعتبر مقطوعة البيانو "Rippling Spring Waltz" التي ألفتها إستيل ريكتس عام 1893، أقدم مقطوعة بيانو منفردة معروفة لإمرأة سوداء البشرة. وقد ذكرت إستيل ريكتس في كتاب "The Work of the Afro-American Woman" من تأليف غيرترود موسيل. والذي يسلط الضوء على إنجازات النساء الأمريكيات من أصول أفريقية في مختلف المجالات، والذي نشر في عام 1908.